# Anna Naklab
Anna Naklab, de son vrai nom Annika Klose (née le 14 juillet 1993 à Göttingen) est une chanteuse allemande.

## Carrière
Elle grandit à Northeim.
En 2013, elle chante avec le producteur Parra for Cuva une reprise de Wicked Game de Chris Isaak. Elle donne aussi sa voix pour les titres Fading Nights et Something Near. En 2015, elle publie en compagnie des DJ Alle Farben et Younotus une reprise de Supergirl du groupe Reamonn. La chanson devient numéro un des ventes en Autriche.